# Kostel Nanebevzetí Panny Marie (Neustupov)
Kostel Nanebevzetí Panny Marie v Neustupově je farní kostel v neustupovské farnosti. Stavba má románské jádro, ale dochovaná podoba je výsledkem renesanční přestavby a především puristických úprav z dvacátých let dvacátého století. Existence kostela je písemně doložena ve druhé polovině třináctého století. Od patnáctého do začátku sedmnáctého století byli v kostele pohřbíváni příslušníci šlechtických rodů Vidláků ze Slavkova a Kaplířů ze Sulevic. Kostel je chráněn jako kulturní památka.

## Historie
První písemná zmínka o kostele pochází z osmdesátých let třináctého století a nachází se ve formulářové sbírce biskupa Tobiáše z Bechyně. Ze zmínky vyplývá, že patronátní právo zprvu vykonávala nejspíše vyšehradská kapitula, ale ve čtrnáctém století přešlo na zástupce lokálních šlechtických rodů, kterými byli například Mikuláš z Vlčkovic (1385) nebo Jan Unka z Neustupova (třicátá léta patnáctého století). Ve druhé polovině čtrnáctého století kostel spadal do štěpánovského děkanátu.
Od padesátých let patnáctého století do roku 1620 vesnice patřila rodu Vidláků ze Slavkova a jejich dědicům Kaplířům ze Sulevic. Vrchnostenským sídlem byla neustupovská tvrz, později přestavěná na zámek. Kostel stojí v těsném sousedství a sloužil jeho majitelům jako rodová hrobka.
Během třicetileté války byl kostel vyloupen. Otevřeny byly dokonce i rakve, ve kterých vojáci hledali prsteny a jiné předměty z drahých kovů. Ostatky zemřelých přitom nechal Jan de Areyzaga, tehdejší majitel panství, vložit do jakési šachty poblíž věže.

## Stavební podoba
Neustupovský kostel byl podle Emanuela Pocheho postaven v románském slohu v jedenáctém století, ale podle stavebního průzkumu je zdivo nejstarší stavební fáze až pozdně románské. Kostel má obdélný půdorys. Na západě z obrysu vystupuje hranolová věž a na východě loď uzavírá půlkruhová apsida. K severní straně přiléhá větší dvouprostorový přístavek, jehož část u apsidy slouží jako sakristie. Západní část přístavku měla ve středověku nejspíše funkci sakristie, ale byla upravena na kapli, v níž je z kamenů vyskládán náznak Lurdské jeskyně. Menší přístavek s předsíní se nachází na jižní straně lodi.
Loď a apsida v dochovaných rozměrech pochází z první poloviny čtrnáctého století. Renesanční úpravy se dotkly především interiéru. Loď osvětlila pětice nově prolomených oken a původně plochý strop nahradila valená klenba s hřebínkovým obrazcem. Apsidu od lodi oddělil půlkruhový vítězný oblouk a pravděpodobně současně vznikla také klenba apsidy. Pod lodí byly vyhloubeny krypty.
Nejlépe dochovanou románskou částí je západní hranolová věž. Při barokní přestavbě byla zvýšena o zvonové patro, ale to bylo opět strženo při puristických úpravách a její stanová střecha pochází až z dvacátých let dvacátého století. Původní vstup do věže se nacházel v prvním patře na severní straně. V devatenáctém století už byl zazděný a do věže se vcházelo vchodem zřízeným v západní stěně přízemí, odkud vedl žebřík do vyšších pater. Zaslepeny byly také dva vstupy (přízemní a v prvním patře) z lodi. Hlavní vstup do kostela se nachází v jižní stěně lodi. Vchod je osazen raně gotickým ostěním a pochází ze druhé stavební fáze.

## Zařízení
V kostele se nachází rokokový hlavní oltář s obrazem Nanebevzetí Panny Marie z roku 1859 od Bedřicha Kamarýta. Další dva protějškové oltáře jsou zdobené novodobou soškou Panny Marie a sochou Spasitele na jižní straně a obrazem Madony čenstochovské z roku 1738 na jižní straně. K dalšímu vybavení patří barokní kazatelna ze druhé čtvrtiny osmnáctého století nebo cínová křtitelnice z roku 1611.

### Náhrobníky
Podle dochovaných a identifikovaných náhrobníků byli v kostele pohřbeni:
- 1545: Jan Vidlák Radimský ze Slavkova[14]
- 1554: Eliška ze Slavkova[14]
- 1559: Jan Vidlák ze Slavkova[14]
- 1550 (nebo 1556): Anna Malovcová z Nezpečova[14]
- 1562: Zdeněk Vidlák ze Slavkova[14]
- 1563: Kuneš Vidlák Radimský ze Slavkova a na Neustupově[15]
- 1571–1573: Vojtěch, Želibor a chlapec beze jména (synové Petra Kaplíře a Alžběty Malovcové)[15]
- 1576: Petr Kaplíř ze Sulevic a jeho manželka Alžběta z Malovic († 1616/1617)[16]
- 1584: Alžběta Dráchovská z Malovic[16]
- 1585: Kateřina Malovcová z Nezpečova[16]
- 1616–1618: Albrecht Kaplíř ze Sulevic († 1616) a Eva Kaplířová ze Sulevic († 1618)[16]